# Anadoluhisarı (Beykoz)
Anadoluhisarı o Anadolu Hisarı è una mahalle situata sulla costa anatolica del Bosforo, nel distretto di Beykoz della provincia di Istanbul. Il ponte di Fatih Sultan Mehmet e Kanlıca si trovano a nord e Kandilli a sud. La mahalle prende il nome da Anadoluhisarı, 'la Fortezza Anatolica',  costruita da Bayezid Yıldırım nel 1395. Di fronte ad essa si trova 'la Fortezza di Rumelia', Rumelihisarı.
Il torrente Göksu sfocia nel Bosforo proprio accanto alla fortezza. L'antica area verde tra il Göksu e il torrente Küçüksu, che sfocia in mare a sud, è chiamata prato di Küçüksu. In quest'area si trova il Padiglione di Küçüksu, costruito per Abdülmecid I da Nikoğos Balyan. Proprio accanto al padiglione si trova la Fontana di Mihrişah Valide Sultan, nota anche come Fontana di Küçüksu.
Tra gli edifici notevoli di Anadolu Hisarı vi sono gli Yalı di Amcazade e Zarif Mustafa Pascià.

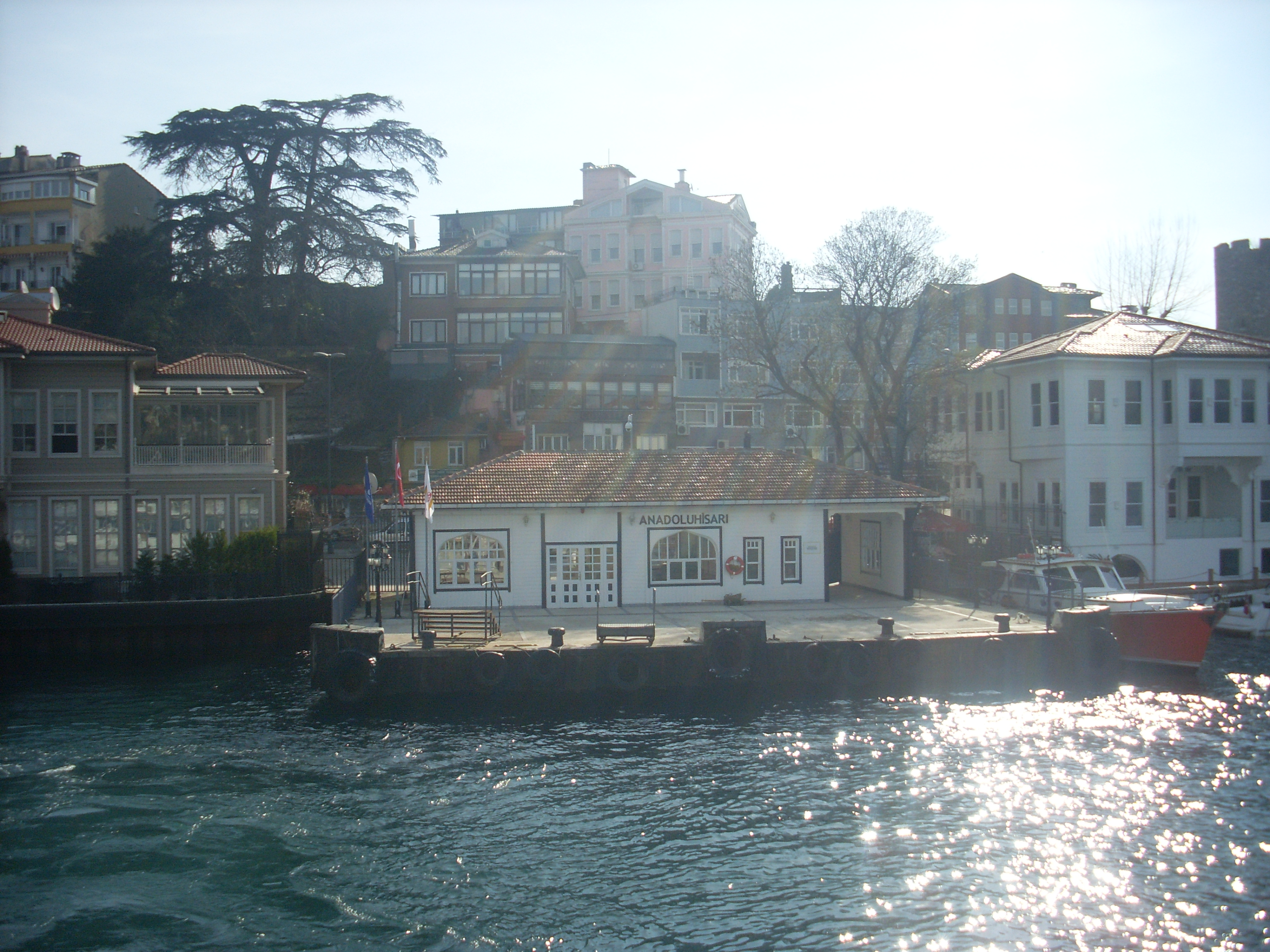
Molo di Anadoluhisarı
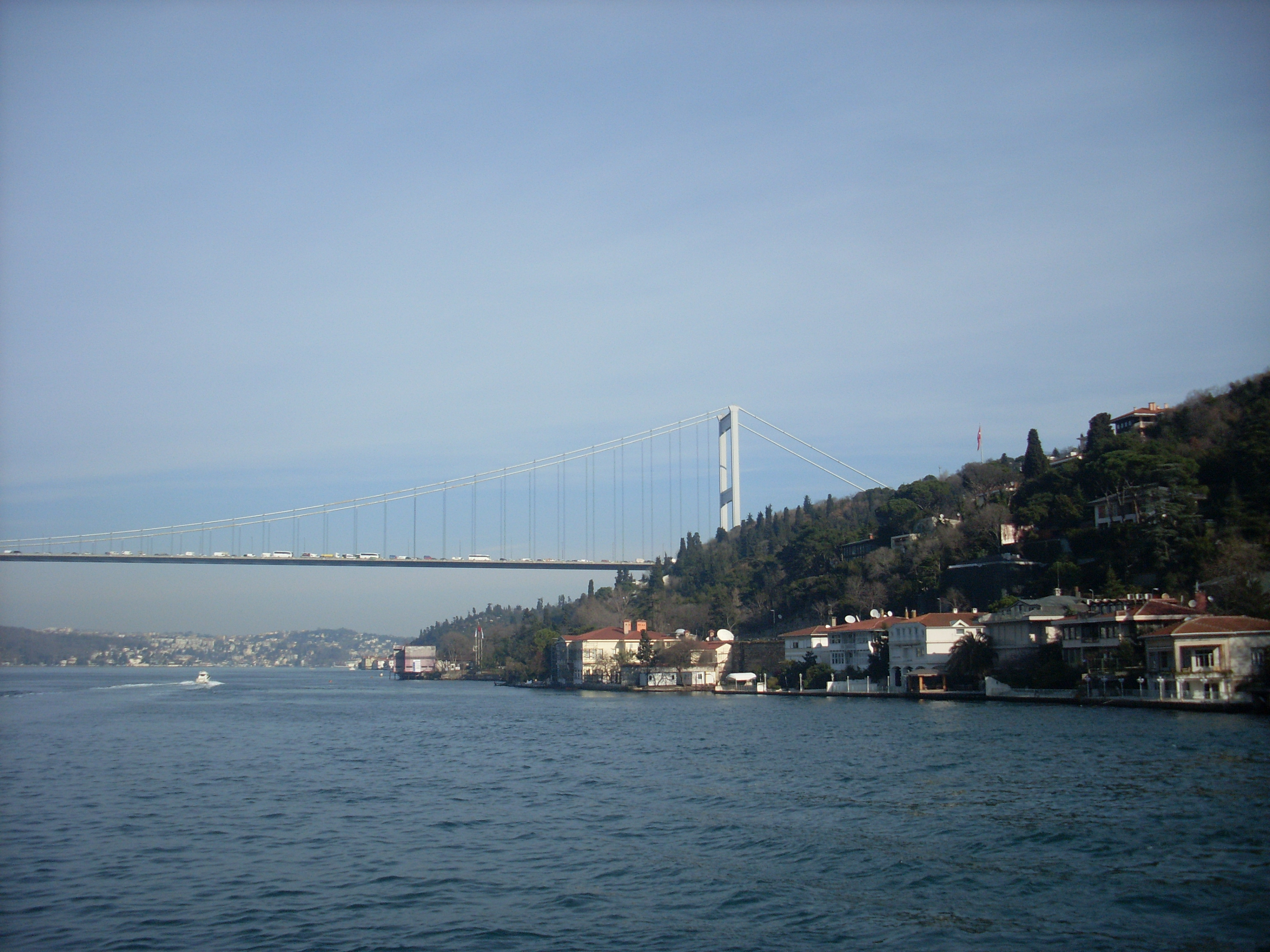
Vista dalla sponda di Anadoluhisarı, con il Ponte di Fatih Sultan Mehmet visibile di fronte
- Molo di Anadoluhisarı e dintorni (Feb 2013)
- Vista del quartiere di Anadolu Hisarı dal Bosforo, con Anadoluhisarı in primo piano e il Ponte Fatih Sultan Mehmet sulla sinistra (febbraio 2013)